# Scott Weiland
Scott Weiland (27. oktober 1967 – 3. december 2015) var tidligere forsanger i bandet Stone Temple Pilots, og ligeledes tidligere forsanger i Velvet Revolver, hvor de tidligere medlemmer af Guns N' Roses, Slash, Duff McKagan og Matt Sorum også spillede. Efterlod sig børnene Noah Mercer Weiland og Lucy Olivia Weiland.

## Diskografi

### Soloalbums
- 12 Bar Blues (1998)
- "Happy" in Galoshes (2008)
- Blaster (2015, med Wildabouts)

### Coveralbums
- A Compilation of Scott Weiland Cover Songs (2011)
- The Most Wonderful Time of the Year (2011)